# 短身雲南鰍
短身云南鳅（学名：Yunnanilus brevis）为輻鰭魚綱鲤形目條鳅科云南鳅属的鰭中一種，被IUCN列為易危保育類動物，分布於緬甸撣邦薩爾溫江流域，本魚體粗短，具觸鬚3對，下半部為銀白色，上半部為淡褐色，並帶有深褐色至黑色斑紋，從鰓蓋前側延伸至身體中央至尾柄處具一條黑色橫帶，背鰭軟條12枚;臀鰭軟條8枚，體長可達6公分，棲息在水流緩慢或靜止溪流或湖泊底層水域，生活習性不明

## 扩展阅读
維基物種上的相關：短身云南鳅